# Odette Ntahonvukiye
Odette Ntahonvukiye (* 14. Juli 1994 in Cibitoke, Burundi) ist eine burundische Judoka.
Ntahonvukiye nahm an den im April 2012 in Agadir ausgerichteten Judo-Afrikameisterschaften teil und belegte dort in der offenen Klasse, die die Marokkanerin Rania El Kilali gewann, gemeinsam mit der Algerierin Sonia Asselah den 5. Rang.
Ntahonvukiye stand im sechsköpfigen Aufgebot der burundischen Mannschaft für die Olympischen Sommerspiele 2012. Die Teilnahme an den Olympischen Spielen sicherte der Burundierin dabei eine Wild Card. In London startete sie in der Klasse bis 78 kg. Dabei schied sie in der 1. Runde gegen die Gabunerin Audrey Koumba durch Kuzure-yoko-shiho-gatame mit einem Wertungsstand von 000-020 aus.